# Eosiopsis pumila
Eosiopsis pumila är en tvåvingeart som först beskrevs av Yang och Chen 1998.  Eosiopsis pumila ingår i släktet Eosiopsis och familjen Diopsidae.
Artens utbredningsområde är Yunnan (Kina). Inga underarter finns listade i Catalogue of Life.